# 新井陽次郎
新井 陽次郎（あらい ようじろう、1989年1月16日 - ）は、日本のアニメーター、キャラクターデザイナー、イラストレーター、アニメ監督。埼玉県出身。

## 来歴
2008年にスタジオジブリに入社。『借りぐらしのアリエッティ』『コクリコ坂から』『風立ちぬ』などの作品に参加。2012年にスタジオコロリドに移り、『陽なたのアオシグレ』でキャラクターデザイン・作画監督を担当。2015年『台風のノルダ』で初監督を務め、第19回文化庁メディア芸術祭アニメーション部門新人賞を受賞。2018年に『ペンギン・ハイウェイ』のキャラクターデザインを務める。2020年よりフリーランスとして活動。

## 参加作品

### テレビアニメ
- フリップフラッパーズ（2016年）OP原画
- BORUTO-ボルト- -NARUTO NEXT GENERATIONS- （2017年）OP原画
- 名探偵コナン 犯人の犯沢さん（2022年）OP絵コンテ、演出、ED絵コンテ
- Do It Yourself!! -どぅー・いっと・ゆあせるふ-（2022年）OP絵コンテ、演出
- 天国大魔境（2023年）絵コンテ（5話）
- 呪術廻戦 懐玉・玉折/渋谷事変 （2023年）ED1絵コンテ、演出、原画

### 劇場アニメ
- 借りぐらしのアリエッティ（2010年）動画
- たからさがし（2010年）作画
- パン種とタマゴ姫（2010年）動画
- コクリコ坂から（2011年）動画
- 風立ちぬ （2013年）動画
- 陽なたのアオシグレ（2013年）キャラクターデザイン、作画監督、原案協力
- 台風のノルダ （2015年）監督
- ひるね姫 〜知らないワタシの物語〜（2017年）原画
- ペンギン・ハイウェイ （2018年）キャラクターデザイン、演出
- ムタフカズ -MUTAFUKAZ-（2018年）原画
- ちいさな英雄-カニとタマゴと透明人間- （2018年）原画
- この世界の（さらにいくつもの）片隅に（2019年）原画
- 泣きたい私は猫をかぶる （2020年）メインキャラクター原案、原画
- 地球外少年少女 （2022年）絵コンテ (4話、5話)

### Webアニメ
- ポレットのイス（2014年）キャラクターデザイン、アニメーションディレクター、原画
- FASTENING DAYS（2014年）作画
- FASTENING DAYS 2（2016年）作画監督補佐、作画
- なつのにわ （2019年）監督、絵コンテ、原画
- 薄明の翼 ポケットモンスター ソード・シールド（2020年）絵コンテ、演出 (2話)
- Green Music produced by Zurich（2022 - ） 監督

### CM
- マルコメ「料亭の味」CMシリーズ「母と息子編」（2014年）アニメディレクター
- パズル&ドラゴンズ「転校生編」（2015年）監督、絵コンテ、演出
- パズル&ドラゴンズ「冬の青春篇」（2016年）監督、絵コンテ、演出
- マクドナルド「未来のワタシ篇」（2016年）絵コンテ、演出
- 天気の子 × ミサワホーム（2019年）アニメーションディレクター
- Nescafé 香港（2020年）アニメーションディレクター

### 小説
- 2分の1成人式 (著者：井上林子)（2015年）装画、挿絵
- ふたりの文化祭 (著者：藤野恵美)（2016年）装画
- 僕たちのスカイマップ (著者：戸梶圭太)（2016年）装画
- まっしょうめん！(著者：あさだりん)（2016年）装画、挿絵
- 彼女が好きなものはホモであって僕ではない (著者：浅原ナオト)（2018年）装画
- 放課後ひとり同盟 (著者：小嶋陽太郎)（2018年）装画
- 水槽の中 (著者：畑野智美)（2018年）装画
- レトロゲームファクトリー (著者：柳井政和)（2018年）装画
- まっしょうめん！小手までの距離 (著者：あさだりん)（2018年）装画、挿絵
- 5分後に癒されるラスト 5分シリーズ (エブリスタ)（2018年）装画
- 大熊猫ベーカリー (くればやしよしえ)（2019年）装画、挿絵
- 「未完成」なぼくらの、生徒会 (麻希一樹)（2019年）装画、挿絵
- 御徒町カグヤナイツ (著者：浅原ナオト)（2019年）装画
- まっしょうめん！胴を打つ勇気 (著者：あさだりん)（2020年）装画、挿絵
- 世界から守ってくれる世界 (塚本はつ歌)（2020年）装画
- 私は存在が空気 (著者：中田永一)（2021年）装画、挿絵
- 凜として弓を引く  (著者：碧野圭)（2021年）カバーイラスト

### その他
- 月刊エキスパートナース（照林社）（2020年 - ）表紙画